# Witków Wąskotorowy
Witków Wąskotorowy – dawna stacja kolejowa kolejki wąskotorowej w Witkowie, w gminie Dołhobyczów, w powiecie hrubieszowskim, w województwie lubelskim.